# La Servante de Lucifer
La Servante de Lucifer est le vingt-cinquième album de la série Yoko Tsuno de Roger Leloup. Elle est publiée pour la première fois du no 3776 au no 3781 du journal Spirou, puis en album en  le 26 novembre 2010.
Cette histoire a une suite dans l'album Le Temple des immortels.

## Résumé
Yoko révèle l'existence de Vinéa à Émilia. Yoko passe un pacte avec un automate du XIIIe siècle qui l’emmènera au cœur de la Terre à la rencontre de son maître : Lucifer !

## Personnages

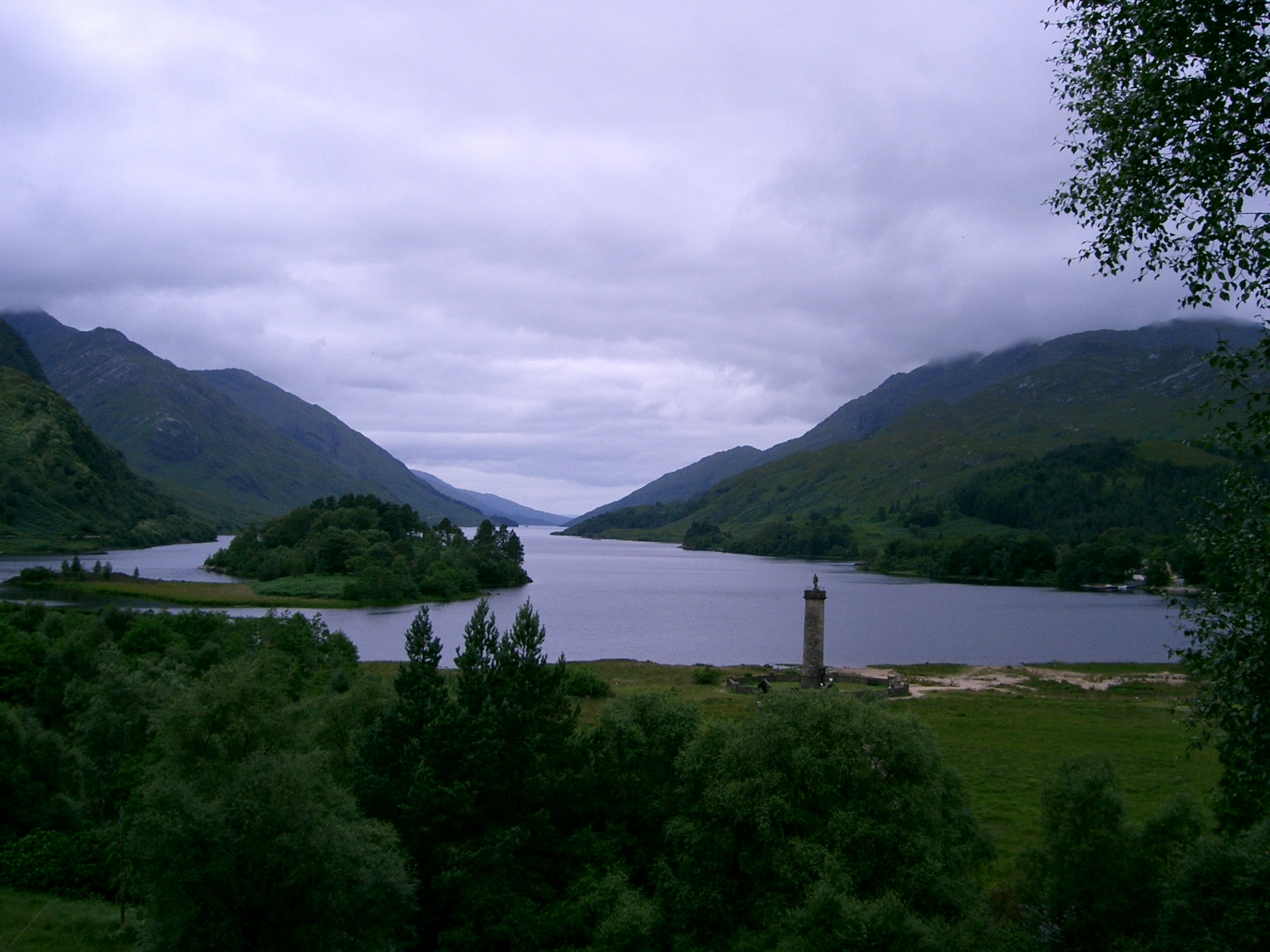
L'Écosse.

| Trio                                  | Terriens                                       | Alliés Vinéens                                    | Adversaires Vinéens |
| ------------------------------------- | ---------------------------------------------- | ------------------------------------------------- | ------------------- |
| - Yoko Tsuno - Vic Vidéo - Pol Pitron | - Rosée du matin - Émilia Mac Kinley - Cécilia | - Khâny - Poky - Vynka - Lâthy - Zarkâ (androïde) | - Seigneur Khâr     |

## Lieux
- Loch Castle, château imaginaire situé en Écosse

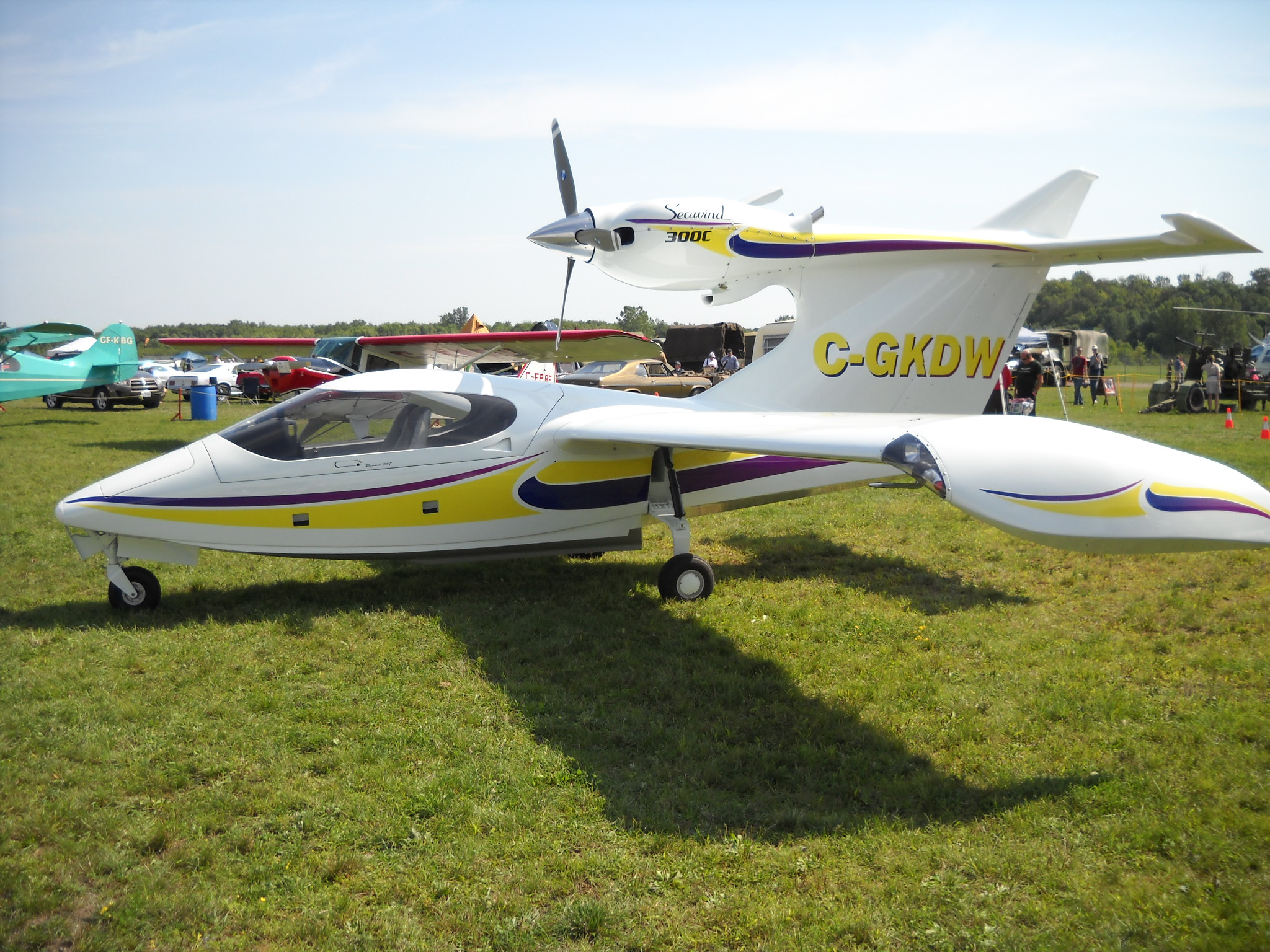
Hydravion Seawind 3000, modèle similaire à celui que Cécilia offre à Yoko au début de l'histoire.

- Sous la surface terrestre

## Domiciliation en Écosse
Cet épisode voit Yoko et ses proches, qui auparavant habitaient la Belgique, déménager pour s'installer en Écosse. Au cours de sa vie, l'électronicienne s'est engagée moralement auprès de plusieurs personnes. D'abord, elle a adopté Rosée du matin, une Chinoise de 5 ans, à la fin de l'épisode Le Dragon de Hong Kong. Ensuite, elle a pris sous sa tutelle une ado de 14 ans, la Russo-Écossaise Émilia, apparue dans Le Septième Code. Sans compter qu'elle devait continuer à fréquenter ses amis Vic, Pol et Mieke. Il fallait donc un lieu permettant à la Japonaise une liberté de contact secrets avec ses amis vinéens, tout en étant propice aux obligations respectives de tous ces personnages.
Dans une histoire précédente, La Proie et l'Ombre, Yoko sauva la vie d'une jeune Écossaise de son âge, Cécilia. À la fin, cette dernière voulut la garder auprès d'elle et lui proposa de s'installer dans son domaine, sans recevoir de réponse. Entretemps, Cécilia hérita de filatures écossaises importantes et fut dans l'obligation de vendre une partie de ses terres, afin de récupérer les capitaux nécessaires à la modernisation de son entreprise textile. De son côté, l'électronicienne hérita à la fin de L'Or du Rhin d'un cadeau empoisonné de la part de l'ennemi juré de son père, l'industriel Ito Kazyky. En effet, celui-ci se vengea de Seiki Tsuno en laissant en héritage à sa fille la moitié des actions de ses usines d'électronique militaire. Comme ce cadeau brûla la conscience de Yoko, elle décida de le revendre, lui permettant en même temps de constituer le capital nécessaire à Cécilia, dont elle devient l'associée.
La Japonaise va donc vivre définitivement à Loch Castle avec les siens. Comme son nom l'indique, ce domaine possède un loch, terme issu du gaélique désignant notamment un lac : celui-ci se révèle pratique pour faire se poser des avions amphibies. C'est de cette manière que Yoko et Émilia amerrissent en ces lieux pour s'y fixer. Mais il n'était pas question pour l'auteur de les établir dans le château, il préférait leur laisser la liberté dans une modestie épargnée. C'est pour cette raison qu'il choisit de faire habiter tout ce monde dans un cottage proche du château, offert comme gîte par Cécilia.

## Publication

### Revues
L'épisode est paru dans le magazine Spirou, du numéro 3776 (25 août 2010) au numéro 3781 (29 septembre 2010),.

### Album
Troisième tirage limité grand format (esquisse d'une œuvre) avec de nombreux crayonnés, a été édité à la même date que la sortie de l'album.